# Quán cà phê luật
Quán cà phê luật (tiếng Hàn: 법대로 사랑하라) là bộ phim truyền hình Hàn Quốc năm 2022 với sự tham gia của Lee Seung-gi và Lee Se-young. Phim khởi chiếu trên KBS2 vào ngày 5 tháng 9, 2022, và sẽ phát sóng vào thứ Hai và thứ Ba hàng tuần lúc 21:50 (KST).

## Nội dung chính
The Law Cafe kể về câu chuyện tình yêu của Kim Jeong-ho (Lee Seung-gi), một cựu công tố viên được mệnh danh là "thiên tài quái vật", và Kim Yu-ri (Lee Se-young), một luật sư xinh đẹp với một tính cách bốn chiều.

## Dàn diễn viên

### Diễn viên chính
- Lee Seung-gi vai Kim Jeong-ho[5]

Từng là công tố viên được mệnh danh là Thiên tài quái vật. Anh hiện là chủ sở hữu của một tòa nhà có văn phòng luật sư đồng thời cũng hoạt động như một quán cà phê.
- Lee Se-young vai Kim Yu-ri[5]

Một luật sư xinh đẹp với tính cách có phần lập dị. Cô mở một quán cà phê Luật sau khi từ chức tại Công ty Luật Hwang & Gu.

### Diễn viên phụ
- Kim Seul-gi vai Han Se-yeon[6]

Là cảnh sát và cũng là bạn của cả Kim Jeong-ho và Kim Yu-ri trong 17 năm qua. Cô mạnh dạn và thẳng thắn.
- Oh Dong-min vai Do Jin-ki[7]

Một đầu bếp nhà hàng và là chồng của Han Se-yeon.
- Ahn Dong-goo vai Seo Eun-kang[8]

Một nhân viên pha chế có khuôn mặt điển trai.
- Jo Han-chul vai Lee Pyun-woong[9]

Đại diện của Dohan Construction và anh là con hoang của chủ tịch Lee.
- Kim Nam-hee vai Park Woo-jin[10]

Anh họ của Kim Jeong-ho và là Giám đốc Phòng khám Sức khỏe Tâm thần Barun.
- Kim Do-hoon vai Bae Joon[11]

Làm việc bán thời gian tại Law Cafe và là sinh viên đã bỏ học luật.
- Jeon Guk-hwan vai President Lee / Lee Byung-ok [11]

Đại diện của Dohan group.
- Jeon No-min vai Kim Seung-woon[11]

Cha của Kim Jeong-ho và là người đứng đầu Văn phòng Công tố Quận Trung tâm Seoul.
- Kim Won-hae[11]
- Hwang Young-hee vai Song Ok-ja[11]

Mẹ của Kim Yu-ri.
- Jang Hye-jin vai Kim Cheon-daek[12]

Sở hữu một siêu thị hạnh phúc đối diện với tòa nhà Eunha.
- Lee Min-young vai Song-hwa[13]

Một bà mẹ đơn thân và sống cùng khu phố với Kim Jeong-ho.
- Baek Hyun-joo vai Mrs. Choi[13]

Là một người khéo léo trong mọi tình huống xảy ra trong khu phố.

## Phát hành
Ban đầu bộ phim được lên kế hoạch khởi chiếu vào ngày 29 tháng 8, 2022, nhưng đã bị lùi sang ngày 5 tháng 9.

## Tỷ suất người xem
| Mùa | Mùa | Số tập | Số tập | Số tập | Số tập | Số tập | Số tập | Số tập | Số tập | Số tập | Số tập | Số tập | Số tập | Số tập | Số tập | Số tập | Số tập | Trung bình |
| Mùa | Mùa | 1      | 2      | 3      | 4      | 5      | 6      | 7      | 8      | 9      | 10     | 11     | 12     | 13     | 14     | 15     | 16     | Trung bình |
| --- | --- | ------ | ------ | ------ | ------ | ------ | ------ | ------ | ------ | ------ | ------ | ------ | ------ | ------ | ------ | ------ | ------ | ---------- |
|     | 1   | 1228   | 1332   | 958    | 983    | 976    | 991    | 1008   | 1086   | 1158   | 1080   | 955    | 1124   | 978    | 979    | 950    | 929    | 1045       |

| Ep. | Ngày phát sóng | Thị phần người xem trung bình | Thị phần người xem trung bình | Thị phần người xem trung bình |
| Ep. | Ngày phát sóng | Nielsen Korea                 | Nielsen Korea                 | TNmS                          |
| Ep. | Ngày phát sóng | Toàn quốc                     | Seoul                         | Toàn quốc                     |
| --- | -------------- | ----------------------------- | ----------------------------- | ----------------------------- |
| 1 | 05/09/2022     | 7.1% (6th)                    | 7.4% (4th)                    | 5.4% (12th)                   |
| 2 | 06/09/2022     | 6.6% (9th)                    | 6.5% (9th)                    | 5.2% (12th)                   |
| 3 | 12/09/2022     | 5.3% (13th)                   | 5.3% (12th)                   | 4.2% (19th)                   |
| 4 | 13/09/2022     | 6.0% (9th)                    | 5.8% (7th)                    | 4.7% (14th)                   |
| 5 | 19/09/2022     | 5.5% (13th)                   | 5.5% (9th)                    | 4.3% (17th)                   |
| 6 | 20/09/2022     | 5.6% (11th)                   | 5.7% (7th)                    | 4.6% (16th)                   |
| 7 | 26/09/2022     | 5.9% (11th)                   | 5.9% (8th)                    | 4.5% (17th)                   |
| 8 | 27/09/2022     | 6.5% (7th)                    | 6.5% (6th)                    | 5.5% (10th)                   |
| 9 | 03/10/2022     | 6.5% (10th)                   | 6.3% (7th)                    | 4.6% (18th)                   |
| 10 | 04/10/2022     | 6.2% (10th)                   | 6.3% (8th)                    | 5.5% (12th)                   |
| 11 | 10/10/2022     | 5.4% (13th)                   | 5.1% (14th)                   | 4.5% (17th)                   |
| 12 | 11/10/2022     | 6.5% (6th)                    | 6.1% (6th)                    | 5.1% (12th)                   |
| 13 | 17/10/2022     | 5.5% (12th)                   | 5.4% (12th)                   | 4.0% (18th)                   |
| 14 | 18/10/2022     | 5.8% (8th)                    | 5.8% (7th)                    | 5.3% (13th)                   |
| 15 | 24/10/2022     | 5.4% (13th)                   | 5.1% (11th)                   | 4.6% (15th)                   |
| 16 | 25/10/2022     | 5.3% (10th)                   | 5.2% (8th)                    | 4.7% (12th)                   |
| Trung bình | Trung bình     | 5.9%                          | 5.9%                          | 4.8%                          |
| - Trong bảng trên, chữ số màu xanh đại diện cho tỷ suất người xem thấp nhất và chữ số màu đỏ đại diện cho tỷ suất người xem cao nhất. |                |                               |                               |                               |